# Rewa (Índia)
Rewa é uma cidade e uma corporação municipal no distrito de Rewa, no estado indiano de Madhya Pradesh.

## Geografia
Rewa está localizada a 24° 32′ N, 81° 18′ L. Tem uma altitude média de 275 metros (902 pés).

## Demografia
Segundo o censo de 2001, Rewa tinha uma população de 183 232 habitantes. Os indivíduos do sexo masculino constituem 54% da população e os do sexo feminino 46%. Rewa tem uma taxa de literacia de 71%, superior à média nacional de 59,5%: a literacia no sexo masculino é de 78% e no sexo feminino é de 64%. Em Rewa, 13% da população está abaixo dos 6 anos de idade.